# Clássico Unigrão
O Clássico Unigrão é o confronto futebolístico entre os times União Esporte Clube e Sociedade Esportiva Vila Aurora, clubes da cidade de Rondonópolis no estado de Mato Grosso. Há quem diga que esse é o maior clássico do futebol mato-grossense, uma vez que Clássico dos Milhões vem perdendo a sua força gradativamente. Esse confronto existe desde 1983 com 20 vitórias do Vila Aurora, 25 Vitórias do União e 25 empates até o ano de 2012. As duas equipes são de grande tradição no futebol mato-grossense, o Vila Aurora foi campeão estadual no ano de 2005 e o União foi campeão em 2010, a curiosidade é que ambos foram campeões em cima do Operário FC de Várzea Grande, clube que já conquistou 1 vez a taça de campeão mato-grossense de futebol.
Há ainda um terceiro clube na cidade, o Rondonópolis Esporte Clube, fundado em 2006.